# Sovinec (hrad)
Sovinec (německy Eulenburg [ˈɔʏ̯ln̩bʊʁk]]IPA) je hrad ve stejnojmenné obci v krajině Nízkého Jeseníku asi čtrnáct kilometrů jižně od Rýmařova ve směru na Uničov. Byl postaven v první třetině 14. století, později byl pozdně goticky a renesančně rozšířen a raně barokně přestavěn (opevnění z let 1632–1643). V letech 1784 a 1945 vyhořel. Hrad je od roku 1963 chráněn jako kulturní památka. Počínaje rokem 2017 je sovineckým kastelánem Michal Koutný.

## Historie

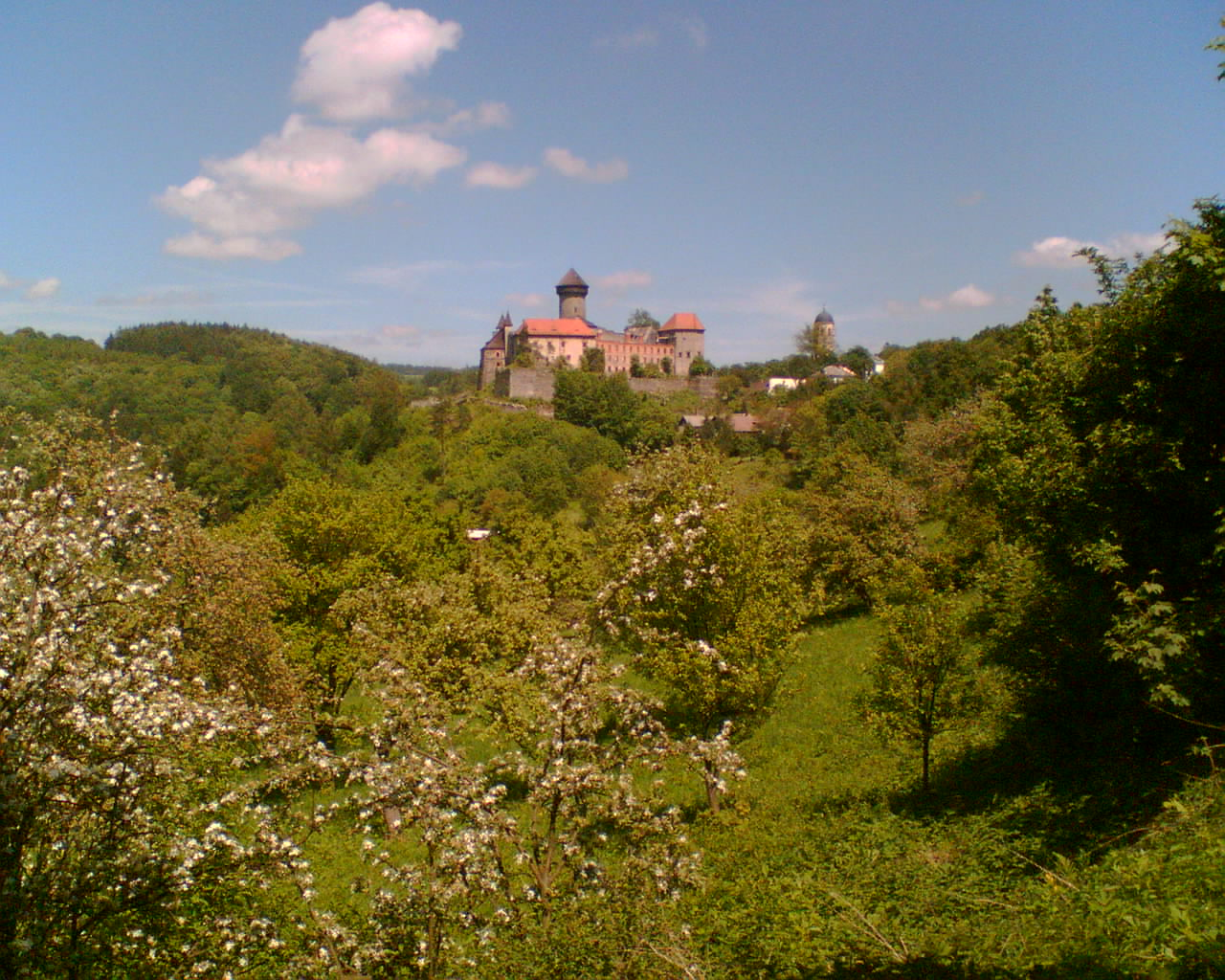
Celkový pohled

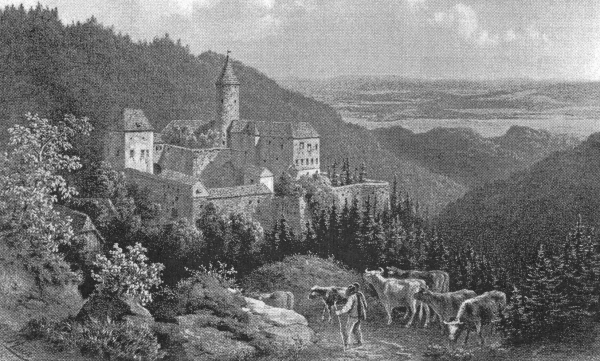
Sovinec v 19. století

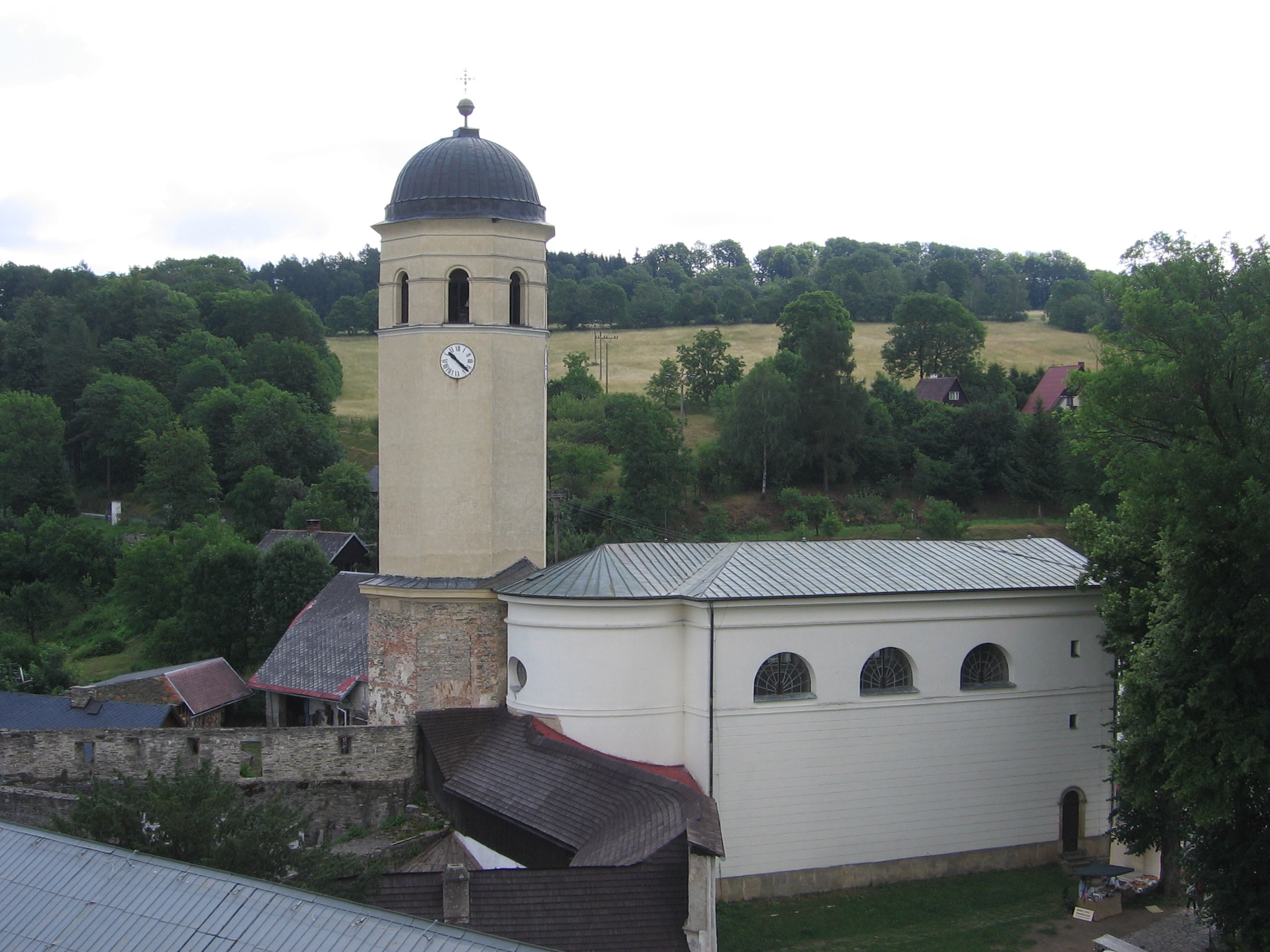
Kostel sv. Augustina

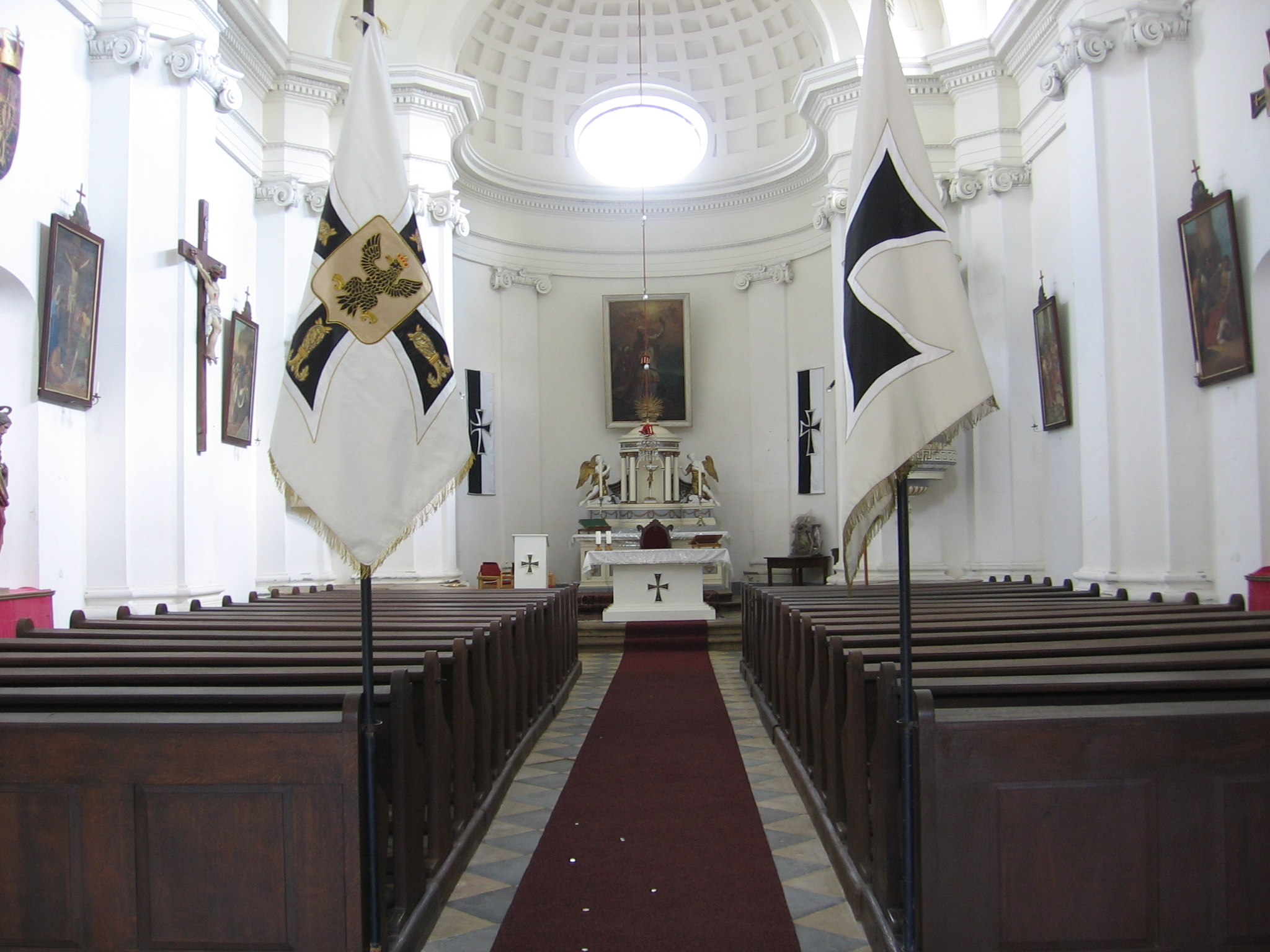
Interiér kostela sv. Augustina

Hrad Sovinec byl postaven mezi lety 1329–1332 na skalnatém ostrohu nad stejnojmenným městečkem bratry Vokem a Pavlem ze Sovince. Ti měli předtím v držení a sídlo na hradě Mutkov u Huzové jako manové olomouckého biskupství. První písemná zmínka pochází z 18. července roku 1332 a nachází se v přídomku Pavla ze Sovince.
Páni ze Sovince byli starým moravským rodem z domácí moravské čeledi Hrutoviců (podle právní knihy Ctibora Tovačovského z Cimburka náleželi páni ze Sovince mezi patnáct starobylých moravských panských rodů, jako byli Boskovicové, Cimburkové či Pernštejnové). Za moravských markraběcích válek mezi markrabaty Joštem a Prokopem na sklonku 14. století držel hrad Pavlík ze Sovince, který měl jedenáct potomků. Po majetkových třenicích získali hrad bratři Petr, Pavel, Aleš a Vok ze Sovince.
Po smrti Vokova syna Jaroslava ze Sovince se panství dostalo do rukou poručníka Jana Heralta z Kunštátu a roku 1490 je zpět pro rod získal Jan II. Pňovický ze Sovince z pňovické větve rodu. Sovinecké zboží tehdy tvořil rozsáhlý komplex území rozprostírající se z roviny Hornomoravského úvalu až po Moravici na úpatí Hrubého Jeseníku.
Syn Voka Pňovického ze Sovince Ješek Pňovický ze Sovince zdědil v roce 1531 panství značně zadlužené a byl nucen hrad Sovinec před rokem 1545 prodat jednomu z nejbohatších moravských pánů, Kryštofovi z Boskovic a Třebové. Kryštofův vnuk Jan před svou smrtí prodal sovinecké panství v roce 1576 Vavřinci Ederovi ze Štiavnice – zástavnímu držiteli sousedního rabštejnského panství. Vavřincova jediná dědička dcera Anna si vzala po otcově smrti (asi v roce 1592) za manžela Jana staršího Kobylku z Kobylího, kterého sňatek s bohatou Ederovnou přivedl mezi nejbohatší moravské rody. Jako horlivý evangelík se stal jedním z třiceti moravských direktorů, jimž byla za stavovského povstání z let 1618–1620 svěřena správa země. Po bitvě na Bílé hoře byl proto nucen roku 1623 prodat Sovinec hluboko pod cenou řádu německých rytířů a žil pak ve Šternberku a Olomouci. S Kobylkou zmizel ze sovineckých hradních prostor i český jazyk.
Za vlády Řádu německých rytířů byl hrad poznamenán třicetiletou válkou a v roce 1626 hrad opatřený pouze malou posádkou padl do rukou dánských Mansfeldových vojsk. Řádový místodržitel Jiří Vilém z Elkershausenu padl do zajetí a hrad i okolí byly vypleněny.
Po návratu Jiřího Viléma ze zajetí a provedených přestavbách byla posádka doplněna na asi 600 dobře vycvičených a vyzbrojených vojáků. V létě roku 1642, kdy Švédové pod vedením maršála Lennarta Torstensona vtrhli na Moravu a postupně dobyli a zpustošili Olomouc, Uničov, Bruntál a Mírov. Po třítýdenním obléhání Sovince podepsal 6. října 1643 řádový místodržitel Augustin Osvald z Lichtenštejna kapitulaci. Dobytím byl osud Sovince do konce války zpečetěn, protože po odchodu jej Švédové zanechali ve zuboženém stavu. Řád hrad Sovinec po třicetileté válce opravil a obnovil zničené opevnění, když však v osmdesátých letech 17. století bylo definitivně zažehnáno „turecké nebezpečí“, Sovinec úlohu pevnosti dohrál.
V 18. století se správa statků Řádu začala soustřeďovat v Bruntálu a na nákladných opravách hradu již neměl Řád zájem. Po úderu blesku v roce 1784 požár poškodil hlásku a přilehlé objekty. Opravy byly provedeny jen v nejnutnějším rozsahu. Teprve léta 1837 dal velmistr řádu arcivévoda Maxmilián Josef Sovinec opravit a zřídil zde Řádový chlapecký seminář. Od roku 1867 zde působila lesnická škola (přestěhovaná koncem 19. století do Hranic).
Kolem roku 1903 dal velmistr řádu arcivévoda Evžen hrad uvnitř opravit a jednoduše vyzdobit; poté sloužil jako letní sídlo Řádu. Bylo zde řádové muzeum, s převážně vojenskými sbírkami, lapidáriem a knihovnou (měla téměř 20 000 svazků).
Za okupace byl hrad zkonfiskován nacisty a z hradu se stalo vězení pod správou speciální jednotky SS. V prvních dnech po osvobození roku 1945 hrad z blíže nezjištěných příčin vyhořel. V místě se vypráví, že byl hrad zapálen oslavující sovětskou armádou. Hrad ovšem mohl v té době zapálit kdokoliv, třeba i ustupující němečtí vojáci.
V roce 1960 převzal hrad do správy Vlastivědný ústav v Bruntále, který zde započal s obnovou zřícených konstrukcí, stavebními opravami a restaurátorskými pracemi.
Řád německých rytířů, nyní Německý řád, usiluje o vrácení hradu. V případě, že by došlo k jeho navrácení, památka by nadále sloužila svému účelu a byla by přístupná veřejnosti.

## Stavba a úpravy
Hrad Sovinec stojí na skalnatém ostrohu nad stejnojmenným městečkem. Někdy těsně kolem roku 1333, kdy se uvádí poprvé, si zde bratři Vok a Pavel ze Sovince postavili hrad. Původní hrad nebyl velký a zvedal se na skupině skal, která na všech stranách klesá příkře dolů. Na dlouhé skalní plošině stála vysoká válcová věž zvaná bergfrit o průměru 9,1 m se zdmi silnými téměř 4 m. Nedochovala se ve své původní velikosti a výšce, protože byla částečně zničena požárem v roce 1784 a její horní část musela být snížena; teprve na sklonku 15. a v 16. století se kolem původního hradu nakupily na nižších skalních stupních rozsáhlé další stavby a opevnění.
Za nejvyššího zemského sudího Ješka Pňovského ze Sovince (1492–1506) došlo na přelomu 15. a 16. století se k některým přístavbám a přestavbám – byl rozšířen palác vnitřního hradu a postaveny hospodářské budovy tehdejšího předhradí po obou stranách druhého nádvoří. Tyto úpravy dodnes připomíná znak pánů ze Sovince nad nejstarší gotickou bránou uzavírající vstup do původního hradu.
16. století znamenalo důležitý pokrok v dalším stavebním vývoji hradu směrem k novému typu panského sídla – zámku. Za Boskoviců se na Sovinci setkáváme s novým slohem – renesancí. V jižní a východní části hradu, postavené za Kryštofa z Boskovic, jsou již prvky renesanční architektury, jejímž dokladem je dodnes zachovaný portál tzv. boskovického sálu. Oba paláce byly postaveny ve čtyřicátých a padesátých letech 16. století. Jižní palác byl původně dvouposchoďový: dole byl zbrojnošský sál, později proměněný na kapli, ve druhém poschodí obytné – tzv. knížecí sály. Tato nová část hradu byla pak doplněna hradbou kolem velkého obdélníkového dvora, po jehož obvodu byl ve výši prvního patra původně dřevěný ochoz. Stavební práce pokračovaly i za Vavřince Edera v osmdesátých letech 16. století. Šlo o vnitřní úpravy paláců a o stavbu nového hospodářského křídla se dvěma bránami z maletínský pískovec.
Po návratu ze zajetí se snažil Jiří Vilém dobudovat vypleněný hrad Sovinec na dokonalou pevnost. Velké vnitřní prostory dvorů byly roku 1632 rozděleny na menší, vnější hradby byly podstatně zpevněny a opatřeny palisádami. Silná, železnými pláty pobitá brána chránila vchod. Na východní straně stála masívní věž s předsunutými bastiony. Opevnění Sovince z třicetileté války je nejrozsáhlejším zachovaným opevněním v našich zemích; v rámci opevňovacích prací byly rozšířeny i hradní sklepy.
V letech 1844–1845 byla část hradu zbourána a na jejím místě v jihovýchodní části areálu byl postaven pozdně empírorý filiální kostel svatého Augustina. Původní osmiboká věž, postavená za třicetileté války k ochraně hlavní brány, byla přestavěna na věž kostela.
Slohovou čistotou a dokonalostí provedení náleží k nejcennějším empírovým stavbám na Moravě.

## Hrad v kultuře
Na hradě se natáčel film Bathory.